# Magic Moments
«Magic Moments» es el más grande éxito del artista Perry Como, publicado en 1957, lideró las listas a principios de 1958.

## Magic Moments - versión de Erasure
"Magic Moments" es un disco sencillo promocional publicado del grupo británico de música electrónica Erasure, lanzado en 1995.

## Descripción
Magic Moments fue editado en la banda de sonido de la película Lord of Illusions y también se editó como único tema en un sencillo promocional de poca difusión, ambos en 1995.

Dos años más tarde sería incluida como bonus track en la edición estadounidense del álbum Cowboy y nuevamente se publicaría como sencillo promocional pero oficial.

## Lista de temas
| Magic Moments (PRO-CD-9061) |                                                               |                 |          |  |
| N.º                         | Título                                                        | Escritor(es)    | Duración |  |
| 1.                          | «Magic Moments» (de la banda de sonido de Lord of Illussions) | Bacharach/David | 2:38     |  |